# Hammer
 For alternative betydninger, se Hammer (flertydig). (Se også artikler, som begynder med Hammer)
En hammer er et redskab bestående af et hoved – oftest af metal – sat på et skaft, sædvanligvis lavet af træ. Den bruges til at slå ting i med: kiler, nagler og søm, eller den anvendes til sønderdeling af ting.
Der findes hamre med vidt forskellig størrelse og funktion med forskellige navne.
Etymologisk stammer ordet hammer fra oldnordisk: hamarr, der igen er fra finsk: hammara, som betyder bagsiden af en økse.

## Hammerens historie
Hammeren hører til en af de allerældste former for værktøj, og er næsten ældre end selve menneskeheden: få dyrearter kan anvende værktøj, og de bruger først og fremmest sten til at slå med. Der er heller ingen tvivl om, at de ældste hamre blot var tilfældige sten, samlet op og smidt igen hvor de var brugt.
Sprogligt er det et gammelt ord for sten, der anvendes, noget vi ikke umiddelbart tænker over, når vi besøger Hammerknuden eller Hammershus på Bornholm.
Meget tidligt er det gået op for mennesker, at slagets styrke forøges, hvis hammeren skæftes, hvilket bl.a. fremgår af fund fra ældre stenalder i form af en vinkelbøjet rensdyrtak, formentlig brugt af flintsmeden, og fundet af en gennemboret fingerknogle fra en urokse, der har været anvendt som en lille hammer.
I bronzealder blev hamre støbt i bronze.
Ellers kendes hamre helt i jern fra romersk jernalder. Arkæologerne kalder dem smedehamre, og de er fundet sammen med andet smedeværktøj, men de har en umiskendelig lighed med en moderne snedkerhammer.

## Konstruktion
En hammer består af et hoved af jern – i nutiden stål (evt. bly og messing) eller træ (se træhammer, klaphammer og knippel). Hammerhovedet er forsynet med en bane, en blankpoleret slagflade og ofte med en pen eller et næb i modsatte ende af banen, i så fald er det en penhammer. Pennen kan være en retpen, der vender parallelt med skaftet, en tværpen, der sidder på tværs af skaftet eller en kuglepen, udformet mere eller mindre halvkugleformet. Pennen kan være en spidspen, der ender i en kortere eller længere spids. Hammerens hoved er forsynet med et hul kaldt hammerhul, hammerøje, hvor skaftet er sat fast. Af hensyn til skaftets befæstning er hullet normalt dobbeltkonisk, således at man kan presse en kile ned i en slids i skaftenden. Visse hamre er forsynet med en krave, der støtter skaftet (se kløfthammer), andre med knastskinner ("stropper") af jern, boltet eller nittet til skaftet.
Et hammerskaft skal kiles fast og kilen skal sidde diagonalt. En Stanleyhammer har tre kiler: en af hårdttræ (avnbøg) og to af smedejern med modhager.
Hammerskafter er fra gammel tid blevet fremstillet af træ, her i landet oftest ask, i USA gerne af hickory, der anses for mere velegnet end ask, idet veddet har bedre egenskaber, hvis hammeren skal anvendes til tungt arbejde – især det hurtigtvoksede, der har stået på god jord.
Derudover fremstilles hamre med skafter af stål (fx Stanleys all steel hammer) eller kunststof (glasfiber). Hamre med kunststofskafter er næppe til salg i Danmark, men en enkelt er set i brug hos hjulmager John Hansen i Hedehusene mellem København og Roskilde. Han havde haft den med fra USA, hvor han købte den i 1950'erne.

## Specielle hamre
Hammeren er blevet specialiseret – undertiden helt ud i ekstremerne – forsynet med klove, til tider med hele to (Salaman) med forskelligt udformet pen, eller som bastard mellem hammer og økse, eller det der er endnu værre.
Hammeren er blevet kaldt "det glemte værktøj", og sandt at sige har den ført en noget overset tilværelse, al den stund at så længe den kan slå hovedet på sømmet, uden at man står med det bare skaft i hånden, skænker vi den få tanker. Det skyldes muligvis, at brugen af hammer i den grad sidder i rygmarven, så vi ikke behøver bruge vort eget hoved, men pr automatik vælger den mest velegnede til formålet.
Der er blevet fremstillet en raritet med dobbelt klov, patenteret i 1902 af G. Voight fra San Francisco. Den skulle være velegnet til udtrækning af lange søm; men om den nogensinde har været på lager her i landet er usikkert.
Få mennesker – og det gælder både fagfolk og amatører – tænker over, hvilken udvikling der ligger bag fremstillingen af et hammerhoved, eller udvælgelsen af passende materiale til skaftet.

## Fremstilling
Ser man på fremstillingen af en stanleyhammer, så smedes den af en stålstang og hærdes: banen i vand og kløften i olie, mens den midterste del af hovedet ikke hærdes, men danner stødpude for slaget.
For at skaftet ikke skal lide skade, bør en kløfthammer, hvis den anvendes til sømudtrækning, være forsynet med en forstærkning, der støtter både hoved og skaft. Den kan være en dølle eller en krave smedet sammen med hovedet. Hvorvidt denne form er udbredt i Danmark, haves der ikke nogen statistik på, men den skulle være meget almindelig i USA og England. Her i landet sælges for tiden en af mærket Micky, vægt af hoved 565 g. Den er udviklet af grovsmeden David Maydole i 1840. Historien er fortalt hos H. R. Bradley Smith, her gengivet efter Salaman:
"Seks tømrere var kommet til Norwich for at bygge et hus. En af dem mistede sin hammer. Han gik til Maydole, som tilbød ham sin seneste opfindelse. Manden faldt øjeblikkelig for sit nye værktøj, hvor "hoved og håndtag var forenet på en sådan måde, at en adskillelse aldrig syntes at skulle forekomme". Alle hans makkere måtte have én. Bygmesteren bestilte andre to, og den lokale isenkræmmer to dusin; dernæst købte en forhandler i New York en stor mængde. Denne ordre bevirkede, at David Maydole mod forventning blev hammermager, og hans smedeforretning udviklede sig til en fabrik."
Det er altså én måde at gøre det på. En anden er at forstærke skaftet med stropper, lasker, – i grunden kaldet – knastskinner, der dels er fæstet til hovedet, dels til skaftet, som det er nittet eller boltet til – som det kendes fra fx lægtehammeren.

## Hammernavne
- Gummihammer
- Dødslagshammer, Plasthammer

- Kløftehammer

- Lægtehammer, der også kaldes tømmerhammer – eller tømrerhammer er først af alt tømrerens værktøj, en tung hammer, 800 – 1000 g, med forholdsvis kort skaft og med den karakteristiske kløft med det forlængede spidse horn. Salaman kalder den "kontinental", hvilket vil sige, at den ikke fremstilles i England (og ejheller i USA?). De, der kan fås her i landet nutildags, er af dansk eller svensk fabrikat fra Sandvik AB.

Lægtehammeren er en kløfthammer, men den ene klo er forlænget og stærkt tilspidset, formentlig for at den kan fastgøres i et spær, når den anvendes til tagarbejde.
Det er fortalt, at det spidse horn var der, for at tømreren kunne hugge det i en bjælke eller lignende, hvis han var ved at styrte ned fra et tag.
Forbindelsen mellem Plasthammerm lægtehammerens hoved og skaft er forstærket med to pånittede skinner, knastskinner eller lasker. Navnet knastskinne kommer af, at et par ophøjede knaster klemmes ind i skaftet.
I et katalog fra Dansk Stålindustri (1924?) omtales en sjællandsk type, der går igen i senere kataloger fra andre firmaer, hvor en jysk ligeledes er nævnt.
Møllebygger Frede Dahl har nævnt, at den sjællandske dvs. den der bruges overalt på Sjælland, har affasede hjørner fra skaftøjet ned mod banen, mens den jyske har skarpe kanter.
- Mukkert

- Snedkerhammer eller bænkhammer har firkantet bane og ensidigt kileformet afrundet tværpen; den bruges af snedkere og tømrere, både på værkstedet og på byggepladser.

- Tapetsererhammer (Magnethammer eller Polsterhammer) er en spinkel hammer med magnetisk pen, hvorpå kamsøm kan fastholdes, så brugeren har en hånd fri til at holde på emnet indtil sømmet er på plads. I Carl F-kataloget (1954) benævnt dekorationshammer. Jf. Teknisk Leksikon I (1943) fremstilles magnethamre osse med kløftet bane og næb, eller med en rund og en firkantet bane.

- Krudthammer I lange tider har det været kendt at man kan slå en knappenål gennem en jernplade, blot nålen bliver styret af en korkprop eller lignende. Man har ligeledes vidst at det er muligt skyde søm eller bolte ind i hårde materialer, såsom beton eller jern ved hjælp af en krudtladning; men ikke før ca. 1950 lykkedes det at fremstille sikre og effektive pistoler til det brug. I Håndbogen for Byggefagene, (der udkom ca. 1953) er omtalt en sådan, der her benævnes krudthammer, eller Fixhammer, et nærmest rørformet værktøj, uden ydre lighed med den boltpistol der anvendes i dag.

Fixhammeren kunne fås til boltdimensioner 6 mm og 8 – 12 mm. Hver enkelt bolt var forsynet med et styrestykke, som det er tilfældet i dag.
Bødkerhammer, i Fagordbog (1933) er afbildet en hammer med firkantede baner, let krummet hoved og rundt, lige skaft. Materiale, størrelse og tyngde er ukendt, og til hvad og hvordan den anvendes er ikke omtalt.
Digtehammer, træhammer, anvendes ved kalfatring, kalfatrekølle.
Finerhammer er en hammer, der anvendes til at rive finer på kanter og i grunden kun med varmelim. En hammer med en 2 – 3" bred pen. Det er pennen der anvendes, ikke banen, når fineren skal rives på. Arbejdsmetoden er den, at fineren først forsynes med varmelim, lægges på plads, fugtes en smule med varmt vand og derefter stryges i zigzag med finerhammeren. Bliver limen i mellemtiden for kold, kan den genopvarmes med et varmt strygejern, der virker som finerpressejern.
Salaman nævner, at finerhammeren undertiden ses lavet af træ (ill.p. 496) og forsynet med en aluminiums- eller messingskinne. 	Finerhamre af træ er ikke almindelige her i landet, men de er dog set hos snedkermester Peder Moos, møbelkonserveringen på Frederiksborg slot. Her er de fremstillet med et hoved af egetræ, påsat en ½" dyvel. Ved brug varmes hovedet på en elektrisk varmeplade.
Fordelen ved en finerhammer i træ er, at pennen meget nemt kan formes efter det emne, der skal fineres.
Snedkerhammeren, der også kaldes bænkhammer, har firkantet bane og ensidigt kileformet, afrundet tværpen,der i givet fald kan bruges ved finering i stedet for finerhammer. En anden anvendelse af pennen er at slå små søm i med den, søm så små, at banen ikke kan bruges. Hovedet vejer ca. 300 g. Den bruges af snedkere og tømrere, både på værkstedet og på byggepladser.
Den må ikke forveksles med smedens bænkhammer (håndhammer), hvis vægt er 200 – 900 g, og som bruges ved skruestikarbejde sammen med den lettere nittehammer, der lejlighedsvis ses blandt træsmede.
En bænkhammer, eller noget der ligner til forveksling, er blevet fundet i en (smede)grav fra Møllerup i Sønderjylland, dateret til jernalder – de første to århundreder e. Kr.f.

## Andre hamre
- Dørhammer
- Galgehammer
- Krigshammer